# 摩門湖 (亞利桑那州)
摩門湖（英語：Mormon Lake）是位於美國亞利桑那州可可尼諾縣的一個非建制地區。該地的面積和人口皆未知。

## 地理
摩門湖的座標為34°54′30″N 111°27′48″W / 34.90833°N 111.46333°W，而該地的平均海拔高度為2178米（即7146英尺）。